# Dolnje Impolje
Dolnje Impolje je naselje v Občini Sevnica. V naselju je nekoč stal dvorec Impoljca (Impelhof), omenjen v 16. stol.